# Hendrik Bosmans
Hendrik Bosmans (Rotselaar, 21 november 1753 - Wilsele, 23 september 1831) was een Belgisch politicus, waaronder de eerste burgemeester van de gemeente Wilsele.

## Huwelijk
Bosmans huwde Maria Anna Van Haecht (± 1760 - 1839), een alleenstaande moeder met reeds een onwettige dochter, en kreeg met haar zeven kinderen, van wie er maar vier volwassen werden:
- Anna Elisabetha Bosmans (± 1785 - ?), huwde met een landbouwer uit Herent.
- Petrus Joannes Bosmans (± 1793 - 1799), stierf op 5-jarige leeftijd.
- Joannes Henricus Bosmans (1795 - 1859), priester en schoolhoofd.
- Maria Catharina Bosmans (1798 - 1802), stierf op 3-jarige leeftijd.
- Philippus Jacobus Bosmans (1800 - 1875), derde burgemeester van Wilsele.
- Maria Theresia Paulina Bosmans (1802 - 1802), stierf toen ze minder dan 3 maanden oud was.
- Theodorus Bosmans (1804 - 1894), notaris en gemeentesecretaris van Wilsele, huwde en overleed te Diest op 89-jarige leeftijd.

## Burgemeester van Wilsele
Hij diende eind 18e eeuw reeds als plaatsvervangende meier van Wilsele toen de meier Petrus Laurentius Van den Plas, een notaris uit Leuven, verhinderd was. In 1793 volgde Bosmans meier Van den Plas ook officieel op en hiermee kwam hij in aanmerking voor de benoeming van burgemeester bij de reorganisatie van het bestuur door de Fransen sedert de inlijving van de Belgische gebieden bij Frankrijk in 1795.
In 1801 werd hij benoemd tot burgemeester van Wilsele, met een Ferdinand Duchesne (ook wel geschreven als du Chêne) als assistent of zelf co-burgemeester tot en met 1806. Vermoedelijk stond Duchesne burgemeester Bosmans bij zolang hij de Franse taal niet machtig was, een voorwaarde van het burgemeesterschap. De Zuidelijke Nederlanden maakten in die tijd deel uit van de Eerste Franse Republiek (1792-1804) en het Eerste Franse Keizerrijk (1804-1814). Wilsele behoorde tot het kanton Leuven, wat op zijn beurt behoorde tot het Dijledepartement. Bosmans zou burgemeester van Wilsele blijven vanaf zijn benoeming tot aan zijn dood en had bij zijn dood 30 jaar het burgemeestersambt bekleed. Hij overleed ongeveer één jaar na de Belgische onafhankelijkheid op 77-jarige leeftijd. Zijn zoon, Philippe Bosmans, zou later de derde burgemeester van Wilsele worden, vijf jaar na de dood van zijn vader.
Naast burgemeester was Hendrik Bosmans ook kerkmeester en ontvanger van de belastingen.

## Trivia
- Hij was de neef van Jacques Bosmans, plaatsvervangend lid van het Nationaal Congres.